# Comunità di Cristo

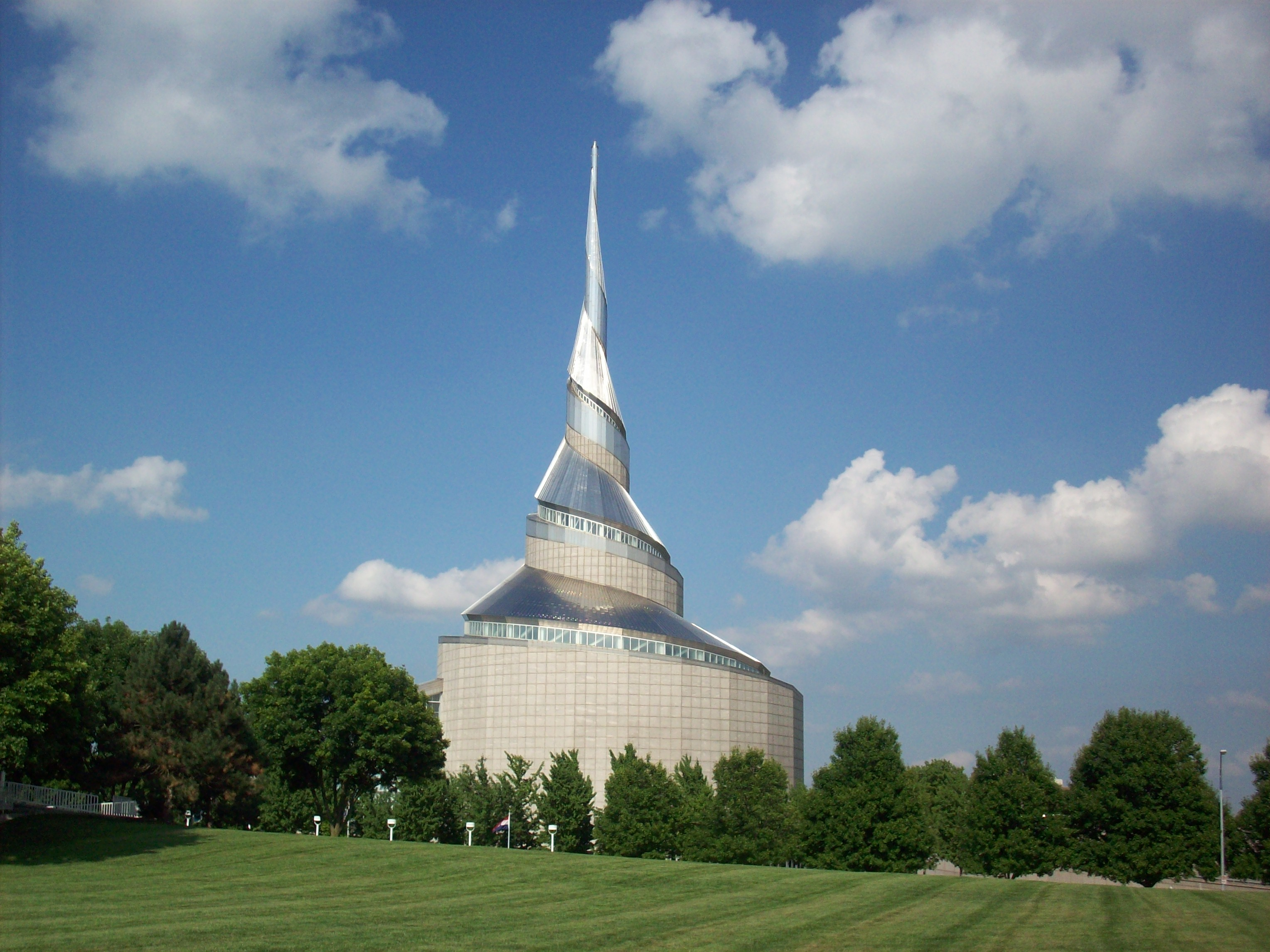
Tempio di Independence, Missouri, della Comunità di Cristo

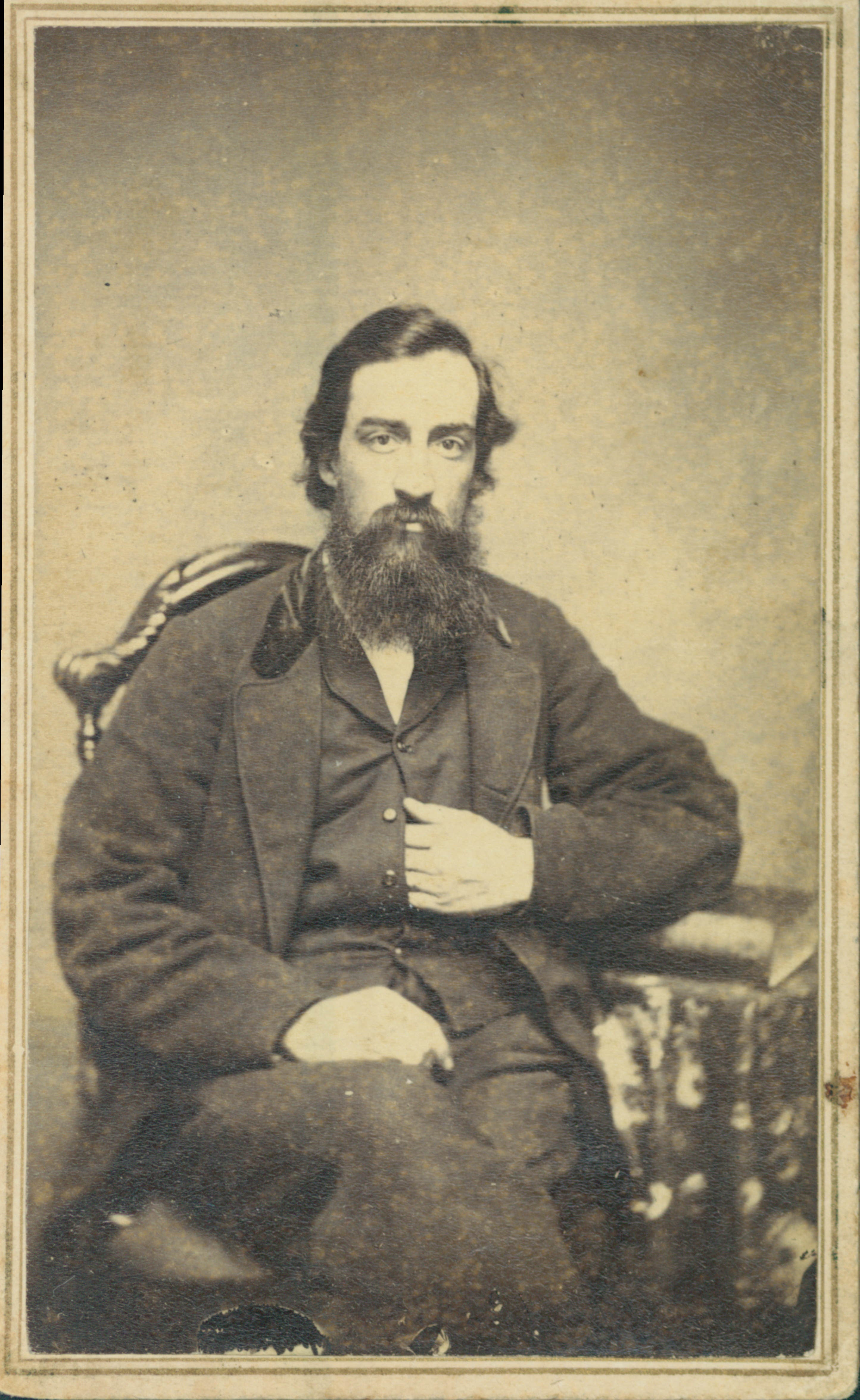
Joseph Smith III, primo presidente della Chiesa Riorganizzata mormone

La Comunità di Cristo, che dal 1872 sino al 2000 era conosciuta come Chiesa Riorganizzata di Gesù Cristo dei Santi degli Ultimi Giorni (RLDS), è la seconda confessione più numerosa del mormonismo, con un totale di 250.000 membri attivi nell'evangelizzazione e sparsi in 40 nazioni. La sede principale è a Independence, Missouri.
Joseph Smith III, figlio del fondatore Joseph Smith, e altri discendenti di quest'ultimo ne furono i presidenti fino al 1996. La Comunità di Cristo si ritiene una riorganizzazione della Chiesa mormone costituita il 6 aprile 1830 da Joseph Smith, e considera Joseph Smith III il figlio vivente più grande di questi quale unico legittimato successore nella conduzione della stessa.

## Storia
Nel 1844, dopo l'uccisione di Joseph Smith a Nauvoo, Illinois, allora sede principale della Chiesa, ci fu incertezza su chi dovessero succedere alla guida della Chiesa mormone; questo periodo, che per la Comunità di Cristo si protrae sino alla sua costituzione, è denominato dalla stessa come Periodo di disorganizzazione. Comunque, pochi giorni la morte di Joseph Smith, la maggior parte dei mormoni riconobbero Brigham Young, e il Quorum dei Dodici Apostoli di cui era il presidente, quale successore di Joseph Smith. 

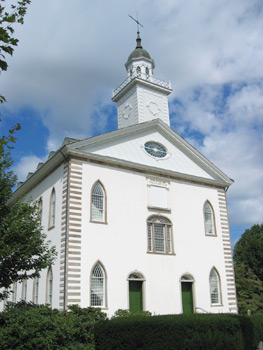
Tempio di Kirtland, dedicato nel 1836.

La Chiesa mormone guidata da Young, per evitare nuove persecuzioni, nel 1847 lasciò Nauvoo ed emigrò nei territori vergini dell'ovest, nel Gran Bacino delle Montagne Rocciose, dove fondarano centinaia di nuovi insediamenti, tra cui Salt Lake City.

I fedeli e le congregazioni, sparsi nel pianura del Mississippi, che non vollero seguire Young e gli altri mormoni nel suo esodo verso lo Utah, o che mettevano in discussione il diritto del presidente del Quorum dei Dodici Apostoli di guidare la Chiesa, si suddivisero in diverse fazioni.
Negli anni '50 dell'Ottocento, grazie all'opera di Jason W. Briggs e Zenas H. Gurley Sr., la maggior parte di questi gruppi si riunirono e il 6 aprile 1860 si costituirono, o riorganizzarono, come Chiesa di Gesù Cristo dei Santi degli Ultimi Giorni, sotto la presidenza del giovane Joseph Smith III (figlio di Joseph Smith) che formalmente accettò l'invito, precedentemente offertogli, a guidare la nuova organizzazione.
Nel 1872 la Chiesa aggiunse al nome ufficiale l'attributo "Riorganizzata", diventando la "Chiesa Riorganizzata di Gesù Cristo dei Santi degli Ultimi Giorni", principalmente per distinguersi dalla Chiesa guidata da Young. Alla fine del secolo, la Chiesa Riorganizzata usucapì il primo Tempio mormone edificato a Kirtland (Ohio), e nel 1994 dedicò il Tempio costruito ad Independence, nel Missouri.
Dopo la metà dopo gli anni '60 del '900 la chiesa ha cominciato ad avere un approccio anche protestante progressista, dando ad esempio il sacerdozio alle donne (1978) e dopo il 2000 (dopo il cambio del nome) ha iniziato ad andare in una rotta verso l'inclusività, dando la possibilità alle coppie LGBTQ+ di potersi sposare, rendendola de facto una chiesa "Protestante" progressista.

## Dottrina
La posizione dottrinale della Comunità di Cristo si avvicinò sempre di più al protestantesimo liberale, producendo alcuni scismi.
- La Sacra Bibbia è il libro di sacra scrittura fondamentale della chiesa.
- Il Libro di Mormon, per quanto ritenuto sacra scrittura, viene considerato una peculiarità della tradizione religiosa della Comunità di Cristo e, pertanto, il suo credo non viene imposto ad altri credenti.[3]
- Il Libro di Dottrina e Alleanze è un libro di sacra scrittura che contiene le rivelazioni del Signore alla chiesa divise in 165 sezioni/rivelazioni date dal 1828-2013.[3]
- Tutti i libri di scritture della chiesa (La Sacra Bibbia, Il Libro di Mormon e il Libro di Dottrina e Alleanze) devono essere interpretati in un modo responsabile. "Non è gradito a Dio quando viene usato qualsiasi passaggio delle Scritture per diminuire o opprimere le razze, i sessi o le classi di esseri umani. Molta violenza fisica ed emotiva è stata fatta ad alcuni dei figli amati di Dio attraverso l'uso improprio delle Scritture. La chiesa è chiamata a confessare e pentirsi di tali atteggiamenti e pratiche." (Dottrina e Alleanza 163:7c)[4][3]
- Nel 1984 il sacerdozio venne conferito alle donne (Dottrina e Alleanza 156).[5][6]
- Nel 2000, cambiò il nome ufficiale diventando la "Comunità di Cristo", pur mantenendo il nome Chiesa Riorganizzata di Gesù Cristo dei Santi degli Ultimi Giorni per fini legali.
- Nel 2013 con la rivelazione della sezione 165 del Libro di Dottrina e Alleanze, la Comunità di Cristo cominciò ad ordinare gli omosessuali al Sacerdozio e sposare le coppie LGBTQ, affermando il valore duraturo della chiesa "Il Valore di Tutte le Persone".[7][8]

## Presidenti
|   | Presidente         | Nato             | Servizio              | Morte            | Durata  |
| - | ------------------ | ---------------- | --------------------- | ---------------- | ------- |
| 1 | Joseph Smith       | 23 dicembre 1805 | 6 aprile 1830 – 1844  | 27 giugno 1844   | 14 anni |
| 2 | Joseph Smith III   | 6 novembre 1832  | 6 aprile 1860 – 1914  | 10 dicembre 1914 | 54 anni |
| 3 | Frederick M. Smith | 21 gennaio 1872  | 15 maggio 1915 – 1946 | 20 marzo 1946    | 32 anni |
| 4 | Israel A. Smith    | 2 febbraio 1876  | 6 aprile 1946 – 1958  | 14 giugno 1958   | 12 anni |
| 5 | W. Wallace Smith   | 18 novembre 1900 | 6 ottobre 1958 – 1978 | 4 agosto 1989    | 20 anni |
| 6 | Wallace B. Smith   | 29 luglio 1929   | 5 aprile 1978 – 1996  | vivente          | 18 anni |
| 7 | W. Grant McMurray  | 12 giugno 1947   | 15 aprile 1996 – 2004 | vivente          | 8 anni  |
| 8 | Stephen M. Veazey  | 3 maggio 1957    | 3 giugno 2005 – 2025  | vivente          | 20 anni |
| 9 | Stassi D. Cramm    | 1962             | 1 giugno 2025 –       | vivente          | attuale |

## In Italia
La Comunità di Cristo cominciò a fare proselitismo in Italia a partire dal 1873, ma a causa dei modesti risultati allora raggiunti, e di successivi tentativi infruttuosi, smise di inviare missionari in tale Paese.